# کلیما هاوس
کلیما هاوس(به آلمانی:Klimahaus) یک نمایشگاه علمی است که در بندر قدیمی شهر برمرهافن آلمان قرار دارد و در ۲۶ ژوئن سال ۲۰۰۹ میلادی (۱۳۸۸ هجری شمسی) افتتاح شد.
مساحت این نمایشگاه برابر با ۱۱۵۰۰ متر مربع است و به چهار بخش مسافرت، عناصر، نما و فرصت‌ها تقسیم می‌شود. بخش مسافرت با ۴۸۰۰ متر مربع بزرگترین بخش این نمایشگاه دائمی است. در کنار مرکز علمی دریای شمال، به عنوان دومین مرکز علمی در شهر برمرهافن شناخته می‌شود و حدود۶۰۰۰۰۰ بازدیدکننده را در سال به خود اختصاص می‌دهد.
در بخش عناصر نشان داده می‌شود که آب و هوا توسط چه عناصری و چگونه دچار تغییرات گوناگون می‌شود و پدیده‌های مختلف چگونه تشکیل شده و سیستم پیچیدهٔ کلی آب و هوا چگونه به یکدیگر ربط داده می‌شوند. بازدیدکنندگان می‌توانند در این بخش با آب و آتش و هوا و خاک که همان چهار عنصر اصلی در جهان بینی های گذشته بود اند، آزمایشاتی انجام دهند.
در بخش نما به وضعیت آب و هوا در گذشته، حال و نمای آینده می‌پردازد و همچنین در این بخش یافته‌های تحقیقات جدید ارأیه می‌شود.
در چهارمین بخش این نمایشگاه یعنی فرصت‌ها به اقدامات ممکن در جهت نگهداری و همچنین کاهش آلودگی‌های موجود در آب و هوا پرداخت می‌شود. برای مثل توسط بازی‌ها بازدیدکنندگان را با شیوهای کاهش میزان دی اکسید کربن آشنا می‌کنند.